# Понтонный мост (Казань)
Понтонный мост (наплавной мост, тат. Понтон күпер, Ponton küper, МФА: [pɑnˈtun.   kʉˈpɘr]) — понтонный мост через реку Казанку, соединявший проспект Амирхана с улицей Толстого.

## История
До революции приблизительно в том же месте существовал так называемый «Коровий мост», соединявший Подлужную слободу с пастбищами на противоположном берегу Казанки. Этот мост существовал до появления Куйбышевского водохранилища.
Вновь мост, соединяющий Ленинский и Вахитовский районы города через проспект Амирхана и улицу Толстого, было решено построить в конце 1980-х годов, однако проект постройки моста был свёрнут из-за нехватки средств — сначала в связи с распадом СССР, затем в связи с аварийным состоянием третьей транспортной дамбы, а затем в связи со строительством метрополитена. В 1999 году по инициативе мэра Казани Камиля Исхакова был возведён понтонный мост как временная замена будущему четвёртому мосту через Казанку.
После ввода в эксплуатацию моста «Миллениум» движение по мосту стало односторонним.
В августе 2010 года мост был демонтирован.

## Транспорт
В первой половине 2000-х годов по мосту ходили маршрутные такси № 15 («комбинат „Здоровье“» – «Роддом»), № 106 («площадь Вахитова» – «улица Короленко»), № 108 («речной порт» – «улица Гаврилова»), № 116 («площадь Тукая» – «роддом», кольцевой), № 126 («ЦПКиО» – «Московский рынок»). К середине 2000-х годов через мост также ходили маршрутные такси № 139 («Аметьево» – «Московский рынок»), № 151 («Ново-Савиновский рынок» – «агентство „Аэрофлота“»). С вводом новой маршрутной сети в Казани с 1 июля 2007 года движение общественного транспорта по понтонному мосту было прекращено.